# Louise Dresser
Louise Dresser, geboren als Louise Josephine Kerlin, (Evansville, 17 oktober 1878 - Woodland Hills, 24 april 1965) was een Amerikaanse actrice.

## Levensloop en carrière
Dresser begon haar carrière in 1922 in de film The Glory of Clementina. In de volgende jaren zou ze vaak met de sterren van de stomme film spelen, zoals in 1923 in Prodigal Daughters naast Gloria Swanson, The Goose Woman naast Jack Pickford en The Eagle naast Rudolph Valentino. Ook na de intrede van de geluidsfilm bleef ze acteren zoals in Mammy naast Al Jolson, State Fair (1933) met Janet Gaynor en The Scarlett Empress (1934) met Marlene Dietrich. In dat jaar beëindigde ze ook haar acteercarrière.
Dresser was tweemaal gehuwd. Ze overleed in 1965 op 86-jarige leeftijd. Ze is begraven op Forest Lawn Memorial Park (Glendale).

## Beknopte filmografie
- Prodigal Daughters (1923)
- Mr. Wu (1927)
- The Garden of Eden (1928)
- Madonna of Avenue A (1929)
- Mammy (1930)
- State Fair (1933)
- The Scarlet Empress (1934)